# Ґудай (Расейняйський район)
Ґудай (Gudai) — село у Литві, Расейняйський район, Немакщяйське староство. 2001 року в селі проживала 15 людей, 2011-го — 7. Розташоване за 1 км від села Балчяй, дещо далі — село Мілжавенай.

## Принагідно
- Gudai (Raseiniai) [Архівовано 9 листопада 2016 у Wayback Machine.]

| Литва | Це незавершена стаття з географії Литви. Ви можете допомогти проєкту, виправивши або дописавши її. |